# Infanteriet i USA:s armé

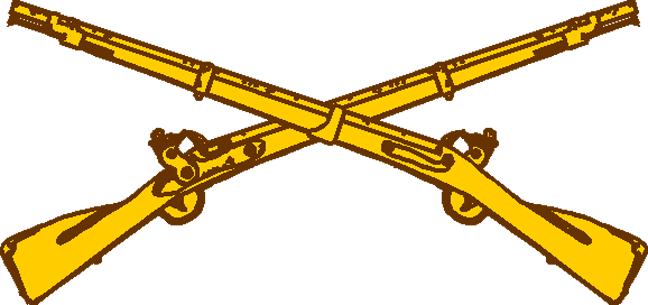
Truppslagstecknet, föreställande två korsade musköter med flintlås, som bärs på vissa uniformer.

Infanteriet är ett av flera truppslag inom USA:s armé. Det härleder sitt ursprung till 14 juni 1775 då Kontinentalkongressen beviljade skapandet av 10 skyttekompanier. Det äldsta nuvarande förbandet, 3rd US Infantry Regiment, härleder sitt ursprung till 1784 och som förutom regelrätta krigsförbandsuppgifter också utför ceremoniella uppdrag i och kring Washington, DC samt på Arlingtonkyrkogården där soldater ur regementet ständigt bemannar hedersvakten vid den okände soldatens grav. 

## Bestånd
| Soldater som tjänstgör i infanteriförband, upp till överstes grad, bär en särskild blå snodd (Infantry blue cord) under höger axel i daglig dräkt. Den infördes efter Koreakriget för att öka kårandan och tydligt särskilja infanterister från andra soldater i armén. |  | Soldater som tjänstgör i infanteriförband, upp till överstes grad, bär en särskild blå snodd (Infantry blue cord) under höger axel i daglig dräkt. Den infördes efter Koreakriget för att öka kårandan och tydligt särskilja infanterister från andra soldater i armén. |
| Soldater som tjänstgör i infanteriförband, upp till överstes grad, bär en särskild blå snodd (Infantry blue cord) under höger axel i daglig dräkt. Den infördes efter Koreakriget för att öka kårandan och tydligt särskilja infanterister från andra soldater i armén. |  | |

På United States Army Infantry School, belägen vid Fort Benning i Georgia på gränsen till Alabama, utbildas amerikanska arméns infanterisoldater. Skolans rektor som är en brigadgeneral också har den högtidliga befattningen som "Chief of Infantry".
I USA:s armé finns det tre olika typer av infanteri: lätt infanteri (med fyra undertyper), Stryker-infanteri ("medeltungt infanteri" uppbyggt kring pansarfordonet Stryker) samt mekaniserat infanteri ("tungt infanteri" uppbyggt kring pansarskyttefordonet Bradley). Infanteristerna är i huvudsak tränade, organiserade, beväpnade och utrustade med samma grundförutsättningar. Det som skiljer dem år är dels soldaternas kvalifikationer (exempelvis fallskärmsutbildade), vilka stridsfordon som förbandet har eller hur de skickas till slagfältet (exempelvis luftlandsättning med helikopter eller fallskärm).
Följande undertyper av lätt infanteri finns:
- Light Infantry; standardinfanteri som inte tillhör någon av de tre följande.
- Airborne; luftburna styrkor som i sin helhet kan luftlandsättas med fallskärm från flygvapnets transportflyg.
- Air Assault; enheter som är tränade för luftlandsättning med arméflygets helikoptrar.
- Rangers; fallskärmsutbildat elitförband och utbildade för att kunna agera som både specialförband och som konventionellt infanteri.

Infanterister som deltagit i strid tilldelas Combat Infantryman Badge.
År 2016 utbildades de första kvinnliga infanteriofficerarna och året därefter följde de första meniga kvinnorna. Förbudet mot kvinnor i markstridsförband hävdes i januari 2013 under Leon Panettas tid som försvarsminister i Obama-administrationen, men det tog ett antal år att implementeras fullt ut.

### Förband
| Vapensköld | Namn                               | Beskrivning | Högkvarter                 |
|            | 1st Armored Division               | 9 kombinerade vapenbataljoner | Fort Bliss, Texas          |
|            | 1st Cavalry Division               | 9 kombinerade vapenbataljoner | Fort Hood, Texas           |
|            | 1st Infantry Division              | 6 kombinerade vapenbataljoner | Fort Riley, Kansas         |
|            | 2nd Infantry Division              | 6 Stryker-bataljoner | Camp Humphreys, Sydkorea   |
|            | 3rd Infantry Division              | 7 kombinerade vapenbataljoner samt 3 ARNG lätta infanteribataljoner                                                                                                 | Fort Stewart, Georgia      |
|            | 4th Infantry Division              | 3 kombinerade vapenbataljoner samt 6 Stryker-bataljoner | Fort Carson, Colorado      |
|            | 10th Mountain Division             | 9 lätta infanteribataljoner | Fort Drum, New York        |
|            | 25th Infantry Division             | 3 Stryker-bataljoner, 6 lätta infanteribataljoner (varav 4 i aktiv tjänst, 1 tillhörande ARNG samt tillhörande 1 arméns reserv) och 2 luftburna infanteribataljoner | Schofield Barracks, Hawaii |
|            | 82nd Airborne Division             | 9 luftburna infanteribataljoner | Fort Bragg, North Carolina |
|            | 101st Airborne Division            | 9 luftlandsättningsbataljoner | Fort Campbell, Kentucky    |
|            | 173rd Airborne Brigade Combat Team | 3 luftburna infanteribataljoner (varav 2 i aktiv tjänst samt en tillhörande ARNG)                                                                                   | Vicenza, Italien           |
|            | 11th Armored Cavalry Regiment      | 2 kombinerade vapen bataljoner | Fort Irwin, Kalifornien    |
|            | 2nd Cavalry Regiment               | 3 Stryker-skvadroner | Vilseck, Bayern, Tyskland  |
|            | 3rd Cavalry Regiment               | 3 Stryker-skvadroner | Fort Hood, Texas           |
|            | 3rd Infantry Regiment              | 2 lätta infanteribataljoner | Fort Myer, Virginia        |
|            | 75th Ranger Regiment               | 3 bataljoner med U.S. Army Rangers | Fort Benning, Georgia      |